# Potyczka pod Barnimiem
Potyczka pod Barnimiem – starcie zbrojne stoczone 1 sierpnia 1627 roku na Pomorzu Nadodrzańskim pomiędzy wojskami w służbie Królestwa Danii a najemną ochotniczą formacją lekkiej jazdy polskiej (lisowczycy) i polskim pospolitym ruszeniem; walczącymi po stronie cesarskich sił Habsburgów w trakcie wojny trzydziestoletniej; potyczka pod Barnimiem była preludium do bitwy pod Granowem.

## Tło historyczne przed potyczką

### Działania poprzedzające
Wojska cesarskie dowodzone przez pułkownika Gabriela Pechmanna von Schönau podjęły w 1627 roku działania przeciwko armii weimarskiej – jednej z dwóch armii duńskich, stacjonującej na Morawach i Śląsku, która zamierzała przebijać się na północ, a jej dowódcą był Joachim von Mitzlaff. Wskutek naporu wojsk cesarskich Duńczycy zostali przyparci do granic Rzeczypospolitej: ich główne siły przeszły polską granicę na wysokości Byczyny, a następnie podążyły wzdłuż lewego brzegu Prosny i granicy po stronie polskiej, co miało doprowadzić do pozbycia się pogoni. W połowie lipca regiment weimarski zniszczył pod Odolanowem formowany w Rzeczypospolitej pułk księcia holsztyńskiego, przeznaczony do wsparcia wojsk cesarskich. Podczas marszu przez Wielkopolskę, mimo prób powstrzymania przez pospolite ruszenie, Duńczycy dotarli do pogranicza Rzeczypospolitej z Nową Marchią. Niewielkie siły elektora brandenburskiego ograniczyły się w obronie do spalenia mostów w Skwierzynie i Drezdenku, co na dłużej nie mogło powstrzymać marszu żołnierzy weimarskich.
Wojska duńskie przeprawiły się przez Drawę, zajmując polskie zamki w Wieleniu i Człopie. Główną ich kwaterą stała się później wieś Granowo na obszarze Nowej Marchii. 17 lipca 1627 roku, po szybkim marszu wzdłuż granic Rzeczypospolitej, cesarskie wojska Pechmanna, przeprawiły się przez Wartę i stanęły pod Gorzowem umieszczając swój siedmiotysięczny korpus w wioskach położonych na północ od miasta. Korpus Pechmanna ścigając wojska duńskie korpusu Mitzlaffa przemieścił się pod Strzelce Krajeńskie. Wojska duńskie były już we wschodniej Nowej Marchii. Polskie chorągwie podążały za wojskami duńskimi, którymi dowodził Mitzlaff. Niebawem obydwie strony starły się w potyczce pod Barnimiem, a następnie w bitwie pod Granowem.

### Przebieg granicy marchijsko-polskiej w okolicy Barnimia i Drawna
Na podstawie źródeł z wieku XV i późniejszych granica odcinka wschodniego Nowej Marchii przebiegała południowo-zachodnim krańcem wsi Łowicz, dalej północną granicą wsi Korytnica, która zaliczała się do nowomarchijskiego powiatu choszczeńskiego, a po drugiej stronie granicy była położona wieś Sadowo. Dalej granica państwowa przebiegała północnym krańcem pól wsi Płociczno, która należała do Marchii i stąd granica państwowa dochodziła do strugi Modrzanek, która wpływa do Stawu Młyńskiego, noszącego również nazwę Lubicz, a stąd na wschód od wsi Krępa, na południe do jeziora Płociczno i do rzeczki Płocicznej, której cały dolny bieg, stanowił granicę państwową od średniowiecza. Dalej korytem Płocicznej na południe. Następnie wzdłuż koryta tej rzeczki, przepływającej przez duże jezioro Ostrowite, dochodziła do Drawy. Dopiero od rejonu Głuska rzeka Drawa była granicą państwową i tutaj był wbity w dno rzeki żelazny pal graniczny. Dalej granica biegła już korytem Drawy, do ujścia do Noteci, gdzie tkwił podobny pal w wodzie.

### Lisowczycy
W działaniach wojennych brały udział różnorodne oddziały najemne, opłacane przez zwaśnione strony. Należały do nich m.in. polskie oddziały lisowczyków, walczących w latach 1619–1620 na terytorium Węgier, a potem na ziemiach Cesarstwa (Czechy) i w krajach Rzeszy (Nadrenia). Kilka chorągwi polskich lisowczyków, dowodzonych przez rotmistrzów z pomocą porucznika i chorążego, przeszło przez Santok na polską stronę, gdzie stacjonowały resztki formacji duńskich i śląskich. Stoczyły tam potyczki w Wieleniu i Człopie. Lisowczycy cieszyli się wielką sławą w Europie. Na przeprawie w Wieleniu lisowczycy pod dowództwem rotmistrza Jana Rustrowskiego stawili zdecydowany opór regimentom pułkownika Kaldenhofa i Holcka. Według zapisków kronikarza Adama Lehmana rotmistrz Rustrowski został pojmany, był torturowany i został zabity. Lisowczycy mimo straty swojego dowódcy dalej prowadzili pościg za oddziałami Mitzlaffa i po walkach 21 lipca w Człopie, gdzie zginęło 50 lisowczyków i trzech żołnierzy przeciwnika, kontynuowali marsz aż do granicy Nowej Marchii nad Drawą, by stoczyć z oddziałami protestanckimi potyczkę pod miejscowością Barnimie.

## Potyczka pod Barnimiem

### Przed potyczką

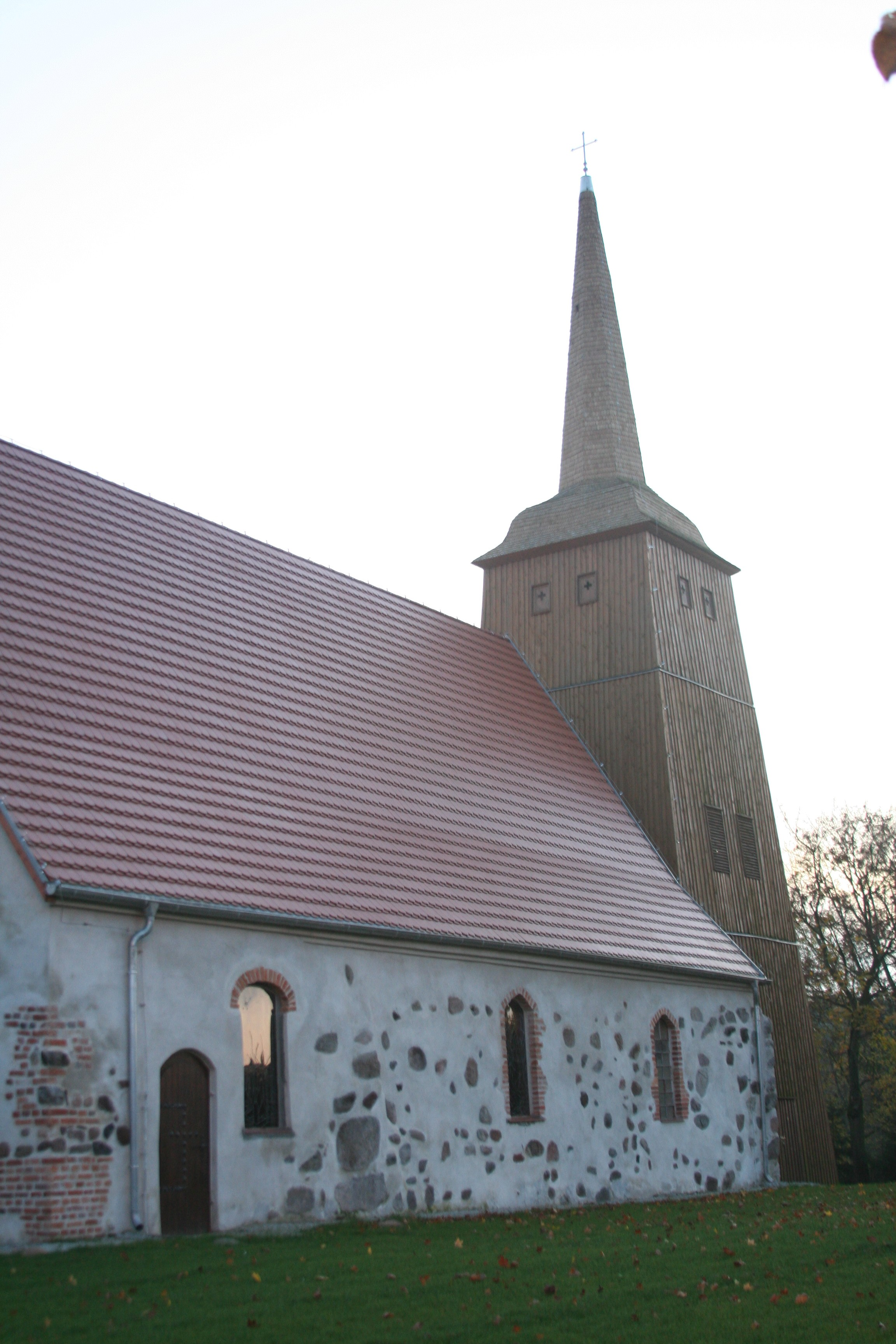
Barnimie. Kościół z XV wieku pw. Najświętszego Serca Pana Jezusa

Na całym pograniczu brandenburskim, dogodne punkty przeprawowe, zostały wzmocnione na mocy układu sojuszniczego, który został zawarty 31 maja 1627 roku przez elektora brandenburskiego, i w ramach którego elektor oficjalnie zerwał porozumienia z Danią. Zobowiązał się także do wspólnej z wojskami cesarskimi obrony przed armią duńską oraz zezwolił na okupację przez wojska cesarskie Nowej Marchii i innych prowincji brandenburskich. Na dowódcę wojsk brandenburskich elektor Jerzy Wilhelm Hohenzollern powołał pułkownika Hildenrata von Krachta, który swoimi wojskami oraz nowymi oddziałami, w tym kawalerią pospolitego ruszenia z rotmistrzem Hansem von Schönebeckiem, pospolitym ruszeniem powiatu choszczeńskiego, obsadził mosty i przejścia graniczne pod Gorzowem, Santokiem, Drezdenkiem, Osiecznem, Drawnem i Barnimiem. Miało to uniemożliwić przejście korpusowi Mitzlaffa do Nowej Marchii. Wojska duńskie chcąc wkroczyć do Nowej Marchii, podążyły z Człopy pod Barnimie. Maszerowały przez Puszczę Miradzką i przekroczyły niebronioną granicę na Płocicznej, następnie w dniach 30–31 lipca 1627 roku znalazły się w Puszczy Drawskiej na przedpolu Drawna i Barnimia, na terenie z nielicznymi wzgórzami, jak Góra Chomętowska. Jako pierwsze dotarły tutaj regimenty pułkowników Holcka i Kaldenhofa.
Wojska duńskie rozłożyły się częściowo w lesie i w okolicznych miejscowościach. Oddziały Mitzlaffa były „zdemoralizowane”, splądrowały trzy wsie, w tym 31 lipca 1627 roku Barnimie, w którym przetrwał stary kościół protestancki, podpaliły Chłopowo i zbezcześciły ewangelicki kościół, zniszczyły okolice Bierzwnika. Oddziały Mitzlaffa nie zajęły kwater we wsi Barnimie, miejsce na obozowisko wybrały w okolicy tej wsi oraz w pobliskim Podegrodziu, Dominikowie i w Niemieńsku. Dawało ono dogodne warunki dla organizacji obozu obronnego i do prowadzenia rozpoznania w celu wyboru optymalnego miejsca dla przejścia Drawy. Poczynania oddziałów Mitzlaffa obserwowane były przez chorągwie polskich lisowczyków.
Oddziały tyłowe korpusu Mitzlaffa pod Barnimie nadeszły rano 1 sierpnia 1627 roku. Za nimi maszerowały spod Człopy polskie chorągwie kozackie (lisowczyków). Jednocześnie w Dobiegniewie grupowało się pospolite ruszenie szlachty, mieszczan, oddziały domowe starosty Adama Sędziwoja Czarnkowskiego, a przy nim Tuczyńscy – Wedlowie z Tuczna i Blanckenburgowie z Mirosławca. Oddziały przegrupowano do pobliskiego Starego Osieczna i Barnimia, gdzie zostały także przemieszczone wielkopolskie oddziały pospolitego ruszenia. Przejścia przez Drawę były blokowane. Lisowczycy poruszali się za przeciwnikiem i atakując tyły, wypierali korpus Mitzlaffa z granic Rzeczypospolitej do Nowej Marchii. Podczas tych zaciętych walk prowadzonych między Człopą a Barnimiem zadali Duńczykom duże straty, w liczbie 300 poległych.

### Organizacja, taktyka, formacje, uzbrojenie

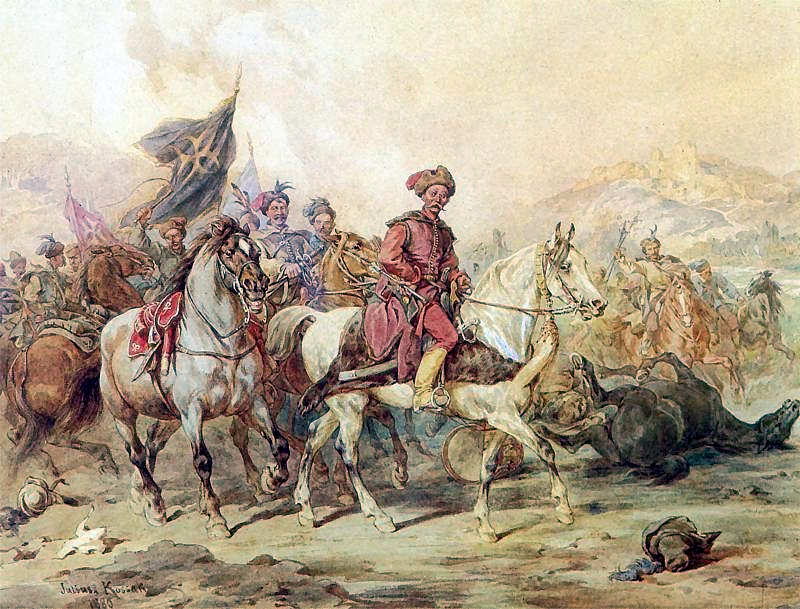
Lisowczycy podczas bitwy

W potyczce pod Barnimiem starły się oddziały posiadające na stanie uzbrojenie typu zachodnioeuropejskiego. W armii cesarskiej, pojawiły się siły uzbrojone w stylu wschodnio – i południowoeuropejskim, reprezentowane przez oddziały Polaków i Chorwatów z regimentu Isolana. Największym atutem lisowczyków w potyczce pod Barnimiem były wszechstronnie wyszkolone konie. W oddziałach polskich lisowczyków (chorągwiach kozackich) na wyposażeniu znajdowały się kolczugi w kształcie długiej koszuli z rozcięciem. Lisowczycy w potyczce pod Barnimiem działali w zagonach na terytorium wroga, w tym przypadku na tyłach oddziałów duńskich w Barnimiu, walczyli bez taborów, zaopatrując się podczas ciągłych rabunków w terenie, na którym operowali. Poruszali się, podobnie jak Tatarzy, komunikiem, tzn. nie mieli wozów, tylko po kilka koni do jazdy wierzchem, a wyposażenie i żywność przewozili na koniach jucznych.
Jednostką taktyczną w potyczce pod Barnimiem i Drawnem w kawalerii i piechocie była kompania nazywana też chorągwią, rotą albo kornetem (60-100 ludzi). Kompania piechoty żołnierzy Mitzlaffa wynosiła od 70-120, a cesarskich od 150-300 żołnierzy. Organizacja regimentu konnego czy pieszego składała się z dziesięciu kompanii. Czasami niektóre z regimentów składały się z dwóch, trzech lub czterech kompanii. Półregimenty posiadały pięć kompanii. Regiment kawalerii liczył przeważnie 1000 jeźdźców, a w sztabie było 40 kawalerzystów.
Żołnierze Mitzlaffa i wojsk cesarskich stanowili piechotę uzbrojoną w piki i muszkiety wraz z kawalerią. Formację wojsk duńskich i cesarskich stanowili arkebuzerzy, rajtaria, lekka kawaleria, dragoni, piechota, artyleria. Na czele danego regimentu stali oficerowie posiadający oznakę swego zwierzchnictwa w postaci partyzany lub halabardy, obok w szyku ustawiali się werbliści i fleciści.

### Uczestnicy potyczki pod Barnimiem

#### Strona cesarska – oddziały polskie
Rzeczpospolita Obojga Narodów oficjalnie nie udzieliła wsparcia władzy cesarskiej, jednak polskie oddziały lisowczyków (8–10 tysięcy żołnierzy) uczestniczyły w konflikcie, za zgodą króla Zygmunta III Wazy. Były to chorągwie lisowczyków, które były podporządkowane wojskom chorwackim, których dowódcą był płk Hector Lodovico Isolano i był podległy dowódcy korpusu pułkownikowi Gabrielowi Pechmannowi von Schönau. Lisowczycy brali udział w potyczce pod Barnimiem i odegrali w niej główną rolę.

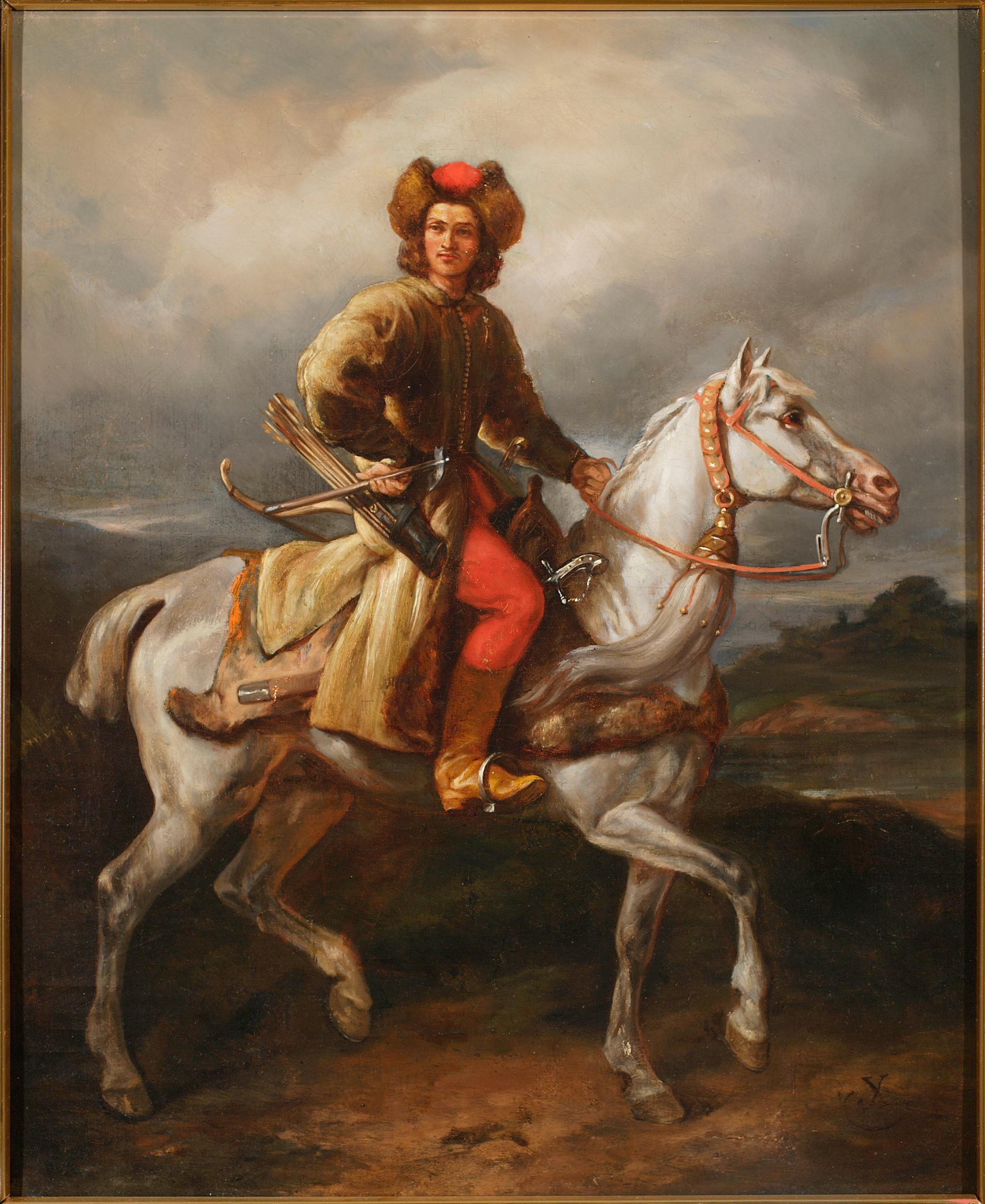
Lisowczyk – mal. Juliusz Kossak (ok. 1860–1865)

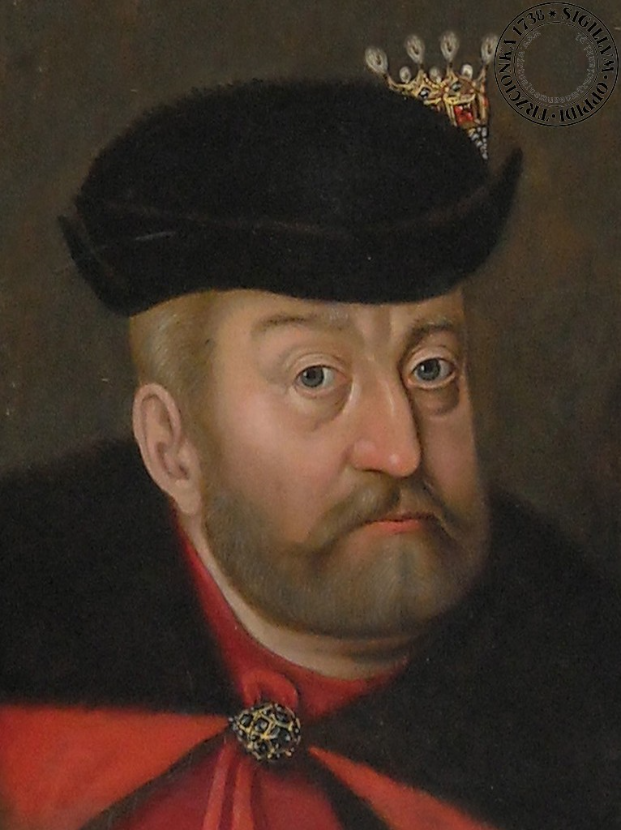
A. Sędziwój Czarnkowski

| Herb/Nazwa                                                                  | Dowódcy                                                                                                 | Miejsce  | Ilość wojska                | Uzbrojenie | Rodzaj wojska                             |
| --------------------------------------------------------------------------- | --- | -------- | --------------------------- | --- | ----------------------------------------- |
| Chorągiew wojsk Polskich                                                    | pod dowództwem – ↘ 1. rotmistrz Rogulski 2. rotmistrz Górski 3. rotmistrz Dembiński 4. rotmistrz Plecki | Barnimie | 1. 100 2. 100 3. 100 4. 100 | • szabla, łuk refleksyjny • pika, rohatyna • pistolet, rusznica • arkebuz, bandolet • nadziak, czekan, koncerz | • polska kawaleria kozacka lisowczyków    |
| Chorągiew Nałęcz III                                                        | pod dowództwem – • Czarnkowskiego                                                                       | Barnimie | 200                         | • rapier, sztylet, tasak, pika, halabarda, noże, sierpy • kosa, broń myśliwska • widły, topór, siekiera, sierp | • pospolite ruszenie • wojsko wojewódzkie |
| Chorągiew przyboczna                                                        | pod dowództwem – • Tuczyńscy-Wedlowie z Tuczna                                                          | Barnimie | 100                         | • kosa, broń myśliwska, widły, topór, siekiera, sierp, tasak, sztylet • pika, rapier, halabarda, nóż           | • pospolite ruszenie                      |
| Chorągiew wojsk ziemi poznańskiej pospolitego ruszenia i wojsk wojewódzkich | pod dowództwem – • Adama Sędziwója Czarnkowskiego                                                       | Barnimie | 1000                        | • kosy, broń myśliwska, widły, topór • siekiera, sierp, tasak, sztylet, pika, rapier, halabarda                | • pospolite ruszenie                      |
| Chorągiew wojsk Blanckenburgów z Mirosławca                                 | pod dowództwem – • komisarza Henryka i Jana Wedlów                                                      | Barnimie | 200                         | • tasak, sztylet, pika • rapier, tasak, halabarda                                                              | • pospolite ruszenie                      |

#### Strona cesarska
W składzie armii cesarskiej w potyczce pod Barnimiem i Drawnem wchodziły wojska, które bezpośrednio uczestniczyły w starciu oraz oddziały, które tylko przegrupowywały się przez Barnimie i Drawno w kierunku Granowa, byli to: Walonowie, Hiszpanie, Włosi, Szkoci, Chorwaci, Albańczycy i inni. Służyli tutaj przedstawiciele wszystkich krajów monarchii habsburskiej i podległych władzy cesarskiej. Byli także Austriacy, Niemcy, w tym Brandenburczycy i Pomorzanie, Węgrzy i nadesłani przez króla Zygmunta III Wazę – Polacy (chorągwie lisowczyków).

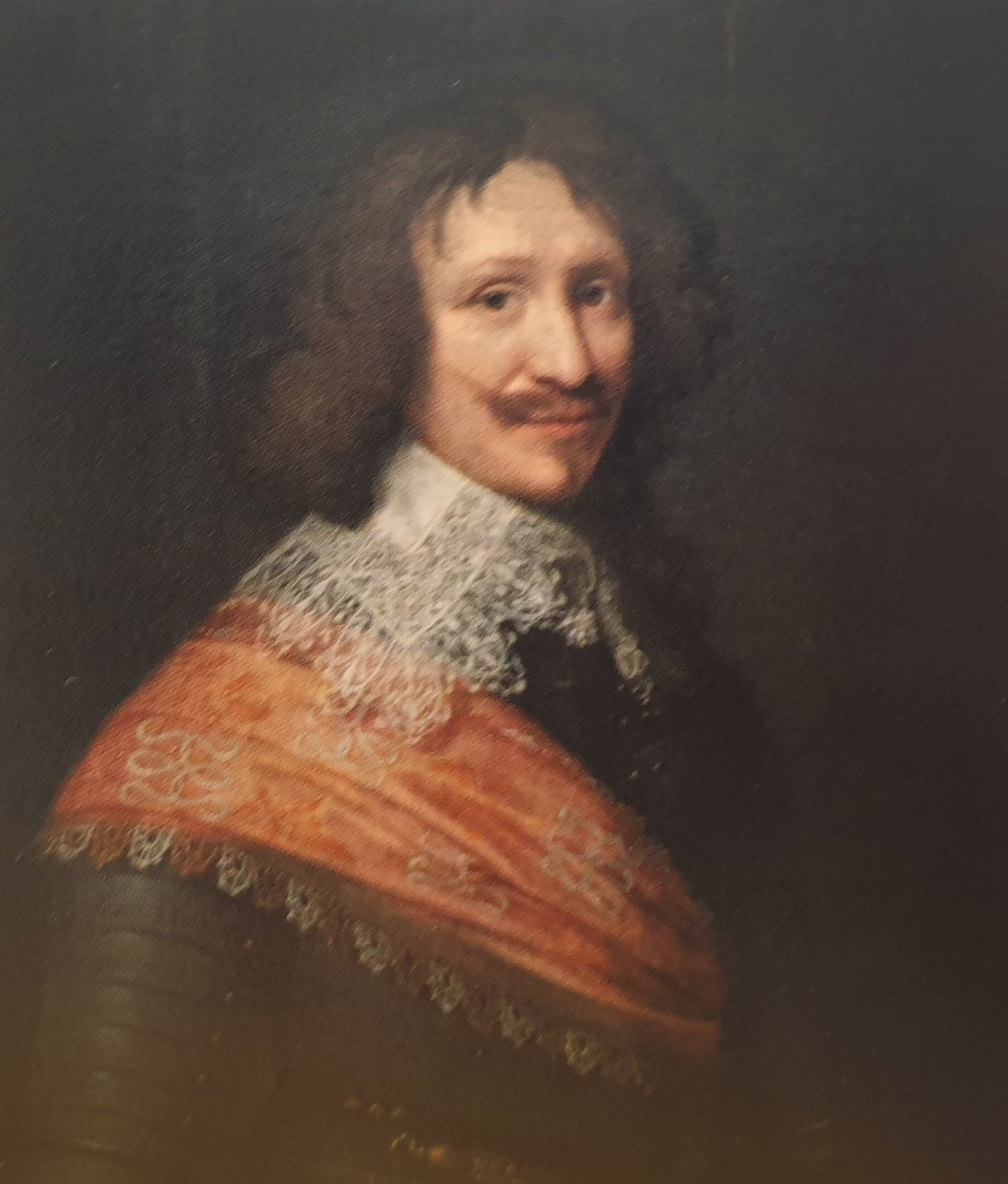
Johann von Merode

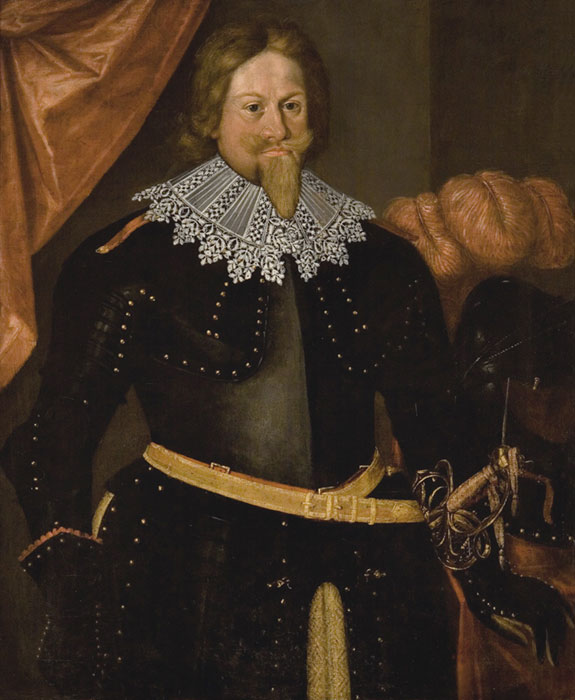
H. Ulryk von Schaffgotsch

Korpus Gabriela Pechmanna von Schönau:
| Herb/Nazwa                 | Dowódcy | Miejsce  | Ilość wojska | Uzbrojenie | Rodzaj formacji | Narodowość | Herb                       |
| -------------------------- | --- | -------- | --- | --- | --- | --- | -------------------------- |
| Chorągiew wojsk cesarskich | pod dowództwem – płka Gabriela Pechmanna von Schönau ↘ 1. Daniel von Hebron 2. Johann von Merode 3. Johann Hans Ernest von Scherffenberg 4. Hans Ulryk von Schaffgotsch 5. hrabia Jakub Strozzi di Firenze 6. baron Betino Ricardia de la Trappola 7. Johann Peter Coronina 8. Hector Lodovico Isolano | Barnimie | • 1000 (10 k.n.a) 1. 2000 (20 k. (10 k.n.a.) + 10 k.d.) 2. 1000 (10 k.w.r.) 3. 1000 (10 k.c.a.) 4. 500 (5k.a.) 5. 1000 (10k.a.) 6. 800 (8k.a.) 7. 500 (5k.a.) 8. 800 (4 k. Chorwatów, 4 k. Polaków) | • szabla • lekki miecz • krótka broń palna • muszkiet • rusznica • arkebuz • pika • rapier • sztylet • halabarda • łuk refleksyjny • pika • rohatyna • pistolet • bandolet • nadziak • czekan • koncerz | 1. Arkebuzerzy • Niemcy (5,400) • Czesi (1000) • Włosi (800) 2. Rajtaria • Walonia (1000) 3. Lekka kawaleria • Chorwacy (600) • Polacy (200?) • inna kawaleria (brak danych) 4. Dragoni • Niemcy (1000) 5. Piechota • (brak danych) 6. Artyleria • (brak danych) | 1. Niemcy ↘ • Austriacy • Pomorzanie • Ślązacy (4929) 2. Walonowie (1000) 3. Włosi (800) 4. Czesi (800) 5. Chorwaci (600) 6. Polacy (200) 7. Branderburczycy (?) 8. Szkoci (?) 9. Hiszpanie (?) | 1. 2. 3. 4. 5. 6. 7. 8. 9. |

#### Strona duńska
W potyczce pod Barnimiem i Drawnem walczyli lub się tylko przegrupowywali żołnierze różnych narodowości. Do armii Mansfelda i weimarskiego księcia Jana Ernesta, a po ich śmierci komisarza wojennego Joachima von Mitzlaffa, werbowano żołnierzy o wielu narodowościach, byli to: Niemcy, Francuzi, Szwajcarzy, Włosi, Czesi (regiment czeskich emigrantów politycznych, liczący 500 żołnierzy z dowódcą pułkownikiem Bubną), Morawianie, Holendrzy (regiment holenderski pułkownika Farenze), Anglicy, Szkoci oraz Niemcy z różnych krajów Rzeszy, a najwięcej z Weimaru, Saksonii, Turyngii, Brandenburgii, Holsztynu, Palatynatu, Śląska i z Pomorza.
Korpus Joachima von Mitzlaffa:
| Herb/Nazwa                  | Dowódcy | Miejsce         | Ilość, rodzaj wojska | Uzbrojenie | Rodzaj formacji | Narodowość | Herb                    |
| --------------------------- | --- | --------------- | --- | --- | --- | --- | ----------------------- |

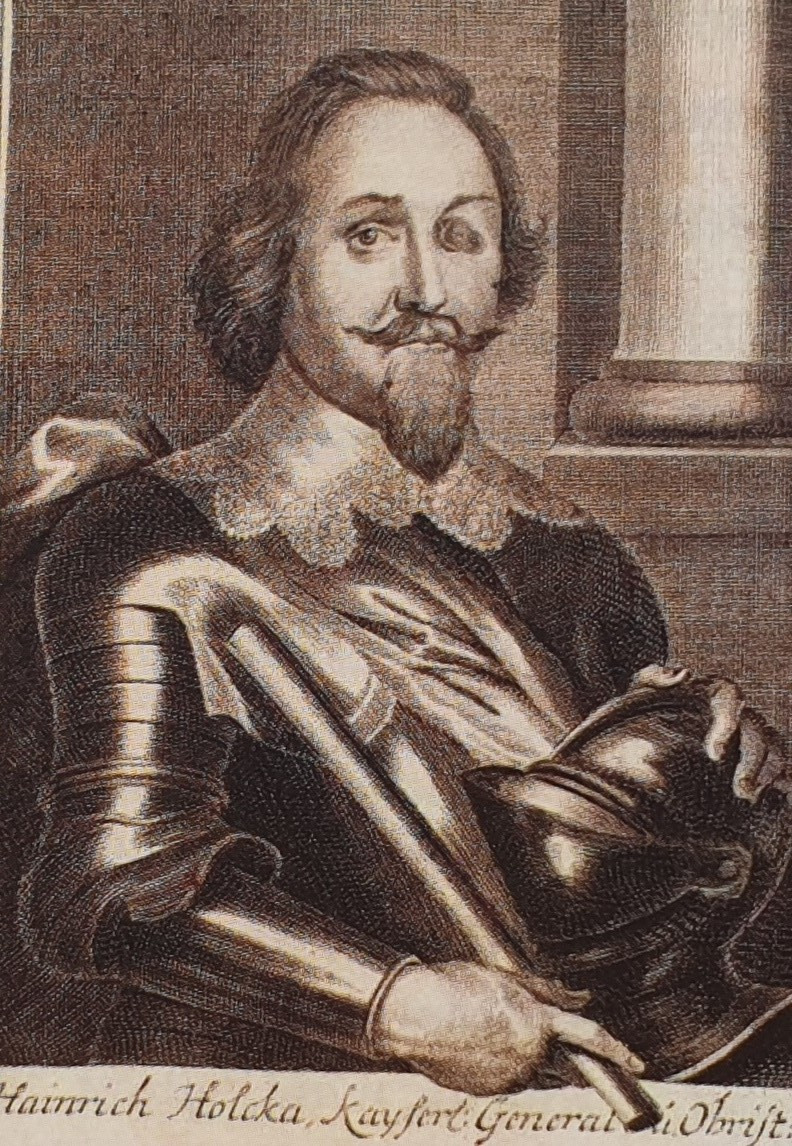
płk Henryk von Holck

| Chorągiew wojsk króla Danii | pod dowództwem – • komisarza wojennego Joachima von Mitzlaffa ↘ 1. płk Wolf Henryk von Baudis vel Baudissin (r.) 2. płk Henryk Holck (r.) 3. płk Daniel von Herbon (r.) 4. płk Andreasa Kochcicki (r.) 5. płk Kaldenhof (r.) 6. płk Ercken (r.) 7. płk Daniel du Meny vel Dumeni (r.) 8. płk Balthazar Adrian von Flodorp (r.) 9. płk Kinsky (r.) 10. płk Jurgen von Rohr (r.) 11. płk Schlammersdorf (r.) 12. płk Bubna (r.) 13. mjr Kugkler (d.) 14. kpt. Brönck (d.) 15. płk Rantzau (p.) | Barnimie Drawno | 100 (sztab) ↘ 1.1000 (10 k.r.) 2. 1000 (10k.r.) 3. 600 (6k.r.) 4. 400 (4k.r.) 5. 200 (4k.r.) 6. 300 (3k.r.) 7. 120 (1k.r.) 8. 100 (1k.r.) 9. 80 (1k.r.) 10. 400 (4k.r.) 11. 200 (2k.r.) 12. 500 (5k.r.) 13.400 (4k.d.) 14. 200 (5k.d.) 15. 800 (5k.d.) | • rapier, szabla • muszkiet • pistolet • rusznica • arkebuz, pika • rohatyna • bandolet • nadziak, czekan • koncerz • lekki miecz • krótka broń palna • sztylet, halabarda | 1. Arkebuzerzy • (brak danych) 2. Rajtaria • (4,900) 3. Lekka kawaleria • (brak danych) 4. Dragoni • (600) 5. Piechota • (800) 6. Artyleria • (5 dział) | 1. Niemcy ↘ Weimarscy Pomorzanie Ślązacy Brandeburczycy inni ↘ (2200) 2. Duńczycy (2000) 3. Czesi (2020) 4. Szkoci (?) 5. Anglicy (?) 6. Polacy (?) 7. Francuzi (?) 8. Holendrzy (?) | 1. 2. 3. 4. 5. 6. 7. 8. |

### Przebieg potyczki
Atak lekkiej jazdy kozackiej pod Barnimiem nastąpił rano w niedzielę 1 sierpnia 1627 roku. Lisowczycy w sile dwóch chorągwi natarli z rejonu Drawnika. Chorągwie lisowczyków poruszały się traktem leśnym, omijając szlaki komunikacyjne, mosty i brody co uniemożliwiło ich osaczenie. W decydującej fazie natarcia przeszły do szarży podjazdowej. Lisowczycy uderzyli z zaskoczenia w szyku zwartym w okolicy tamy przy moście w Barnimiu na tyłowe oddziały kawalerii duńskiej, powodując zaskoczenie i ruch w ich pododdziałach. Napieranie przez lisowczyków na tyły wojsk Mitzlaffa spowodowało, że główne siły kawalerii i piechoty nieprzyjaciela rozpoczęły przegrupowanie, a następnie natarły na przejście w okolicy w Barnimia, które było bronione przez oddziały polskiego pospolitego ruszenia. Jednocześnie wojska Mitzlaffa podjęły próby wdarcia się do Drawna mostem położonym w mieście.
Żołnierze marchijscy i Wedlów bronili szańców usytuowanych na rozłogach Drawna oraz postawili obronę na moście. Oddziały Mitzlaffa uderzyły w tym miejscu w celu rozpoznania, ruszyły do przodu w celu sforsowania Drawy przez most w Drawnie. Doszło do walk na moście między siłami brandenburskimi a weimarskimi. Wojska Mitzlaffa napotkały na opór obrońców Drawna, którymi dowodził Rüdiger von dem Borne, zadając wojskom duńskim duże straty (100 poległych). Pod Barnimiem trwały walki w okolicy mostu z tamą na Drawie. Doszło do zaciętego starcia we wsi Barnimie. Oddziały Mitzlaffa związały się w walce z oddziałami polskimi i brandenburskimi, doprowadzając do przełamania obrony na moście z tamą w Barnimiu oraz miejsc przeprawowych w okolicy Barnimia. Lisowczycy po wykonaniu szarży wykonali szybki manewr odskoku od wojsk duńskich przemieszczając się w kompleks leśny w rejonie Barnimia, a następnie przegrupowali się w kierunku Bierzwnika podążając za wojskami Mitzlaffa i nękając ich pododdziały tyłowe. Równocześnie trwały potyczki podczas przeprawy w miejscach innych brodów rzeki Drawy w okolicy Podegrodzia, Konotopia i między Barnimiem a Radęcinem.
Z informacji Ernesta von Brederlowa wynika, że główna cześć wojsk Mitzlaffa przeprawiła się do zmierzchu 1 sierpnia 1627 roku; znajdując się na drugim brzegu, żołnierze zatrzymywali się na odpoczynek w leśnych miejscach, w tym w okolicy Bierzwnika. W meldunku brandenburski porucznik Rüdiger von dem Borne informował o objęciu dowodzenia, gdyż kapitan Jurgen Ernest von Vedel został wzięty do niewoli oraz meldował, że część wojsk elektorskich, jak kilka chorągwi rajtarów, jest na przerwanej tamie w Barnimiu. Porucznik Rüdiger von dem Borne podawał, że sam ma nadal do dyspozycji dziewięć chorągwi i utrzymywał przejście, choć miał obawy o utrzymanie tych jazów. W meldunku apelował do szlachty o jak najliczniejsze zasilanie jego oddziału. Pisał także o udziale w walkach pospolitego ruszenia powiatu choszczeńskiego. Borne zamierzał bronić okolicznych miejscowości, liczył nie tylko na miejscowych, ale też na wsparcie pułkownika Hildebranda von Krachta.
Oddziały polskie i brandenburskie, w tym pospolitego ruszenia powiatu choszczeńskiego prowadziły walki w okolicy tamy na moście w Barnimiu oraz na drugim brzegu Drawy i ostatecznie zostały wyparte z rejonów obrony. Oddziały brandenburskie Rüdigera von dem Borne zabezpieczały miejsca innych przejść rzeki Drawy, w tym w rejonie Jaworza, Żółwina i Puszczy Drawskiej i niewykluczone, że i tutaj mogło dojść do walk, gdyż pododdziały Mitzlaffa były rozproszone i działały na znacznym obszarze. Wojska brandenburskie starły się na moście w Drawnie z duńską rajtarią i dragonami, natomiast oddziały jazdy lisowczyków szarżowały na tyłowe oddziały duńskie na tamie przy moście w Barnimiu oraz na drugim brzegu, gdzie się przegrupowały z zamiarem dalszych starć z nacierającą kawalerią i piechotą duńską. Żołnierze Mitzlaffa po zaciętych walkach ostatecznie przełamali linię obrony pod Barnimiem i Drawnem i zmusili wojska przeciwnika do wycofania się z rejonów obrony na mostach i brodach na rzece Drawie. Oddziały Mitzlaffa po zakończonych walkach w okolicy mostów nie prowadziły dalej działań zaczepnych, przeszły jedynie mostami przez miasto Drawno i Barnimie. W trakcie walk na przejściu przez rzekę w Barnimiu poległ rotmistrz z korpusu von Mitzlaffa.
Rüdiger von dem Born na wiadomość o porażce sił marchijskich pod Barnimiem wezwał na pomoc oddziały pułkownika Hildebranda von Krachta. Były to jednak plany działań, a nie faktyczne działania zbrojne przeciw oddziałom duńskim, które wkroczyły do Nowej Marchii. Wielkopolskie oddziały pospolitego ruszenia, oddziały wojewódzkie i wojsko prywatne Adama Sędziwója Czarnkowskiego i Tuczyńskich nie podjęły dalszej walki, gdyż znajdując się już na terenach Nowej Marchii wycofały się do Polski. Zadaniem polskiej jazdy nie było pokonanie wroga, lecz przesunięcie go do przodu i zablokowanie mu drogi odwrotu. Za oddziałami Mitzlaffa poszli dalej jedynie lisowczycy i brali udział w dalszych utarczkach. Oddziały Mitzlaffa od 30 lipca do 2 sierpnia 1627 roku przemieszczały się wraz z taborami przez Drawę, dokonywały tego etapami, wraz z docieraniem do Drawy kolejnych regimentów.

### Straty
Pod Barnimiem zginęło pięciu Duńczyków i blisko 50 Polaków. Brandenburskie źródła mówią o 3 żołnierzach weimarskich i pięćdziesięciu Polakach. Natomiast dr Grzegorz Jacek Brzustowicz podaje, że w potyczce pod Barnimiem i Drawnem poległo 100 żołnierzy wojsk Mitzlaffa oraz wskazuje o braku informacji co do strony polskiej i wojsk brandenburskich. Dowodzi to o ogniowej sile przeciwnika, a jednocześnie ukazuje jak niebezpieczne byłoby połączenie się Duńczyków ze zmagającymi się z Polakami Szwedami.  Do tych strat należy dodać trzystu Duńczyków zabitych przez Polaków w walkach prowadzonych między Człopą a Barnimiem.Lisowczycy i pozostałe wojska polskie podjęły próbę wyparcia oddziałów protestanckich do Nowej Marchii.

### Rajd od Barnimia po Granowo
Oddziały Mitzlaffa po przekroczeniu Drawy, ruszyły na południe przez puszczę do Radęcina, potem przez Słowin, maszerowali poniżej amtu Bierzwnik, przez Chłopowo, skąd podążyli do Krzęcina i pod Granowo. Tam 3 sierpnia 1627 rozegrała się bitwa, która była największą na Pomorzu Zachodnim (wtedy Nowej Marchii), w czasie toczącej się wojny trzydziestoletniej, a  unicestwienie w jej wyniku jednej z dwóch armii, dopełniło niepowodzeń Danii w tej wojnie.
Wojska cesarskie przerzucono na północny zachód i do końca 1627 wyparto Duńczyków z obszaru niemal całych Niemiec.

## Badania, potyczka w literaturze i jej znaczenie

### Badania naukowe, potyczka w literaturze
Potyczkę pod Barnimiem w pracach historycznych po raz pierwszy ukazał w 1899 roku Paul Schwartz w swojej dwutomowej pracy o Nowej Marchii podczas wojny trzydziestoletniej. Badacz pisał o dotarciu wojsk weimarskich z Człopy nad Drawę koło Barnimia w dniu 21 lipca (s.s.), czyli 31 lipca (n.s.) oraz że koło miejscowości Barnimie doszło do starcia z polskimi oddziałami, w której poległo trzech żołnierzy weimarskich i pięćdziesięciu Polaków. Paul Schwartz skorzystał z dokumentów proweniencji brandenburskiej.
Według arnswaldzkiego badacza historii Karla Berga walki toczyły się nad brzegiem Drawy, bezpośrednio w korycie oraz w puszczy. Wtedy też Duńczycy i Ślązacy obrali kierunek południowy i przeszli przez puszczę, w której na trasie ich przemarszu, znajdowano w następnych wiekach liczne kule do muszkietów oraz fragmenty zbroi.
W 1937 profesor gimnazjalny Walter Schumacher z Choszczna w wydanej publikacji o przeszłości powiatu choszczeńskiego pisał o starciu w Barnimiu pomiędzy weimarskimi rajtarami, a Polakami pod datą 27 lipca 1627.
Falerystyk, regionalista, kolekcjoner, podpułkownik WP Andrzej Szutowicz popularyzując starcie zbrojne wojsk polskich z duńskimi w roku 2019 pisał: 

Pod Barnimiem zmierzające w marszu odwrotowym z Czech wojska króla duńskiego po zniesieniu broniących przeprawy Brandenburczyków i w chwili przekraczania rzeki Drawy, zostały zaatakowane przez polską jazdę wspartą pospolitym ruszeniem z Wielkopolski. (...) Biorąc pod uwagę warunki terenowe, można pokusić się o postawienie hipotezy, że Duńczycy zorganizowali w rejonie Podegrodzia także przeprawę na Drawie. Jest mało prawdopodobne, by Polacy zaatakowali ich w jej trakcie, gdyż wiedzieli, że szanse na sukces były niemal żadne. Można wysnuć wniosek, że zaatakowali dopiero na drugim brzegu rzeki; mogło to nastąpić z rejonu Barnimia lub Drawnika.

Profesor Zygmunt Szultka w roku 2009 wskazywał możliwość nawet kilku potyczek nad Drawą koło Barnimia. Ostatecznie nie wiadomo czy podczas bitwy doszło do współdziałania polskich oddziałów, w tym lisowczyków z wojskami brandenburskimi. Jednak wszystko wskazuje na to, że operacja wojsk wielkopolskich nie była zsynchronizowana z działaniem sił brandenburskich. Armia duńska, uderzając na przejścia koło Barnimia i Drawna, natrafiła na wojska polskie i brandenburskie, starając się ich początkowo powstrzymać, a potem przełamać.

Walki Duńczyków z Polakami przedstawił w roku 2019 dr Zbigniew Mieczkowski, emerytowany pułkownik WP, autor wielu artykułów i publikacji z zakresu historii regionalnej. Pisał w swoim opracowaniu: 

Duńskie siły główne z Człopy sforsowały Płocicznę koło Werder (Ostrowca) i skierowały się na Barnimie, gdzie po moście przeszły na zachodni brzeg Drawy. Tu zajęły wcześniej rozbudowaną rubież (szańce) i urządziły obóz w celu obrony tutejszej przeprawy. Prawdopodobnie wykorzystano wówczas rubieże szańców na prawym brzegu Drawy, w pobliskim Drawniku i Moczelach (Sitnicy) do obrony tamtejszych przepraw przez Drawę. Do Barnimia dotarł podjazd lisowczyków i stoczył potyczkę z Duńczykami. Rozdzielająca walczących Drawa spowodowała, że po stronie atakujących Polaków poległo 50 kawalerzystów, a tylko 3 wśród wojsk protestanckich.

Doktor nauk humanistycznych – historyk Grzegorz Jacek Brzustowicz podjął tematykę przedmiotową w publikacji z roku 2007 – Bitwa pod Granowem. Studium historyczne z dziejów Nowej Marchii i Księstwa Zachodniopomorskiego w czasach wojny trzydziestoletniej. W 2022 roku do tematu powrócił publikacją – Bitwa pod Granowem. 3 sierpnia 1627 r..

### Znaczenie potyczki pod Barnimiem
Przewaga liczebna armii duńskiej spowodowała, że wojska duńskie szybko przełamały linię obrony pod Barnimiem i Drawnem i zmusiły wojska brandenburskie do porzucenia obrony na Drawie. Dla elektora brandenburskiego walki w potyczce pod Barnimiem i Drawnem miało istotne znaczenie polityczne. Była wydarzeniem świadczącym o aktywnej postawie wojsk elektorskich przeciwko Duńczykom. Szarża oddziałów polskich (lisowczycy) na przejściu przez rzekę Drawę pod Barnimiem oraz działania zaczepne i obronne wojsk polskich była przykładem, że służąc w tym przypadku wojskom cesarskim bronili także polskiej racji stanu.

## Upamiętnienie
Walki pod Barnimiem i Drawnem, a ostatecznie pod Granowem zostały upamiętnione koło kościoła w Granowie tablicą pamiątkową, poświęconą wszystkim walczącym i poległym. W 2007 roku zorganizowano pierwsze obchody rocznicowe w związku z 380. rocznicą tych wydarzeń. Po dziesięciu latach Urząd Gminy w Krzęcinie zorganizował obchody 390. rocznicy bitwy pod Granowem, a zarazem potyczki pod Barnimiem. W czasie obchodów odbyła się uroczysta msza święta w intencji poległych w Gralewie i w Barnimie. Zorganizowano wystawy, odbyła się konferencja popularnonaukowa oraz polsko-niemieckie warsztaty kulturalno-naukowe „Krajobraz Kulturowy Gminy Krzęcin: Pogranicze Nowej Marchii i Pomorza Zachodniego”.

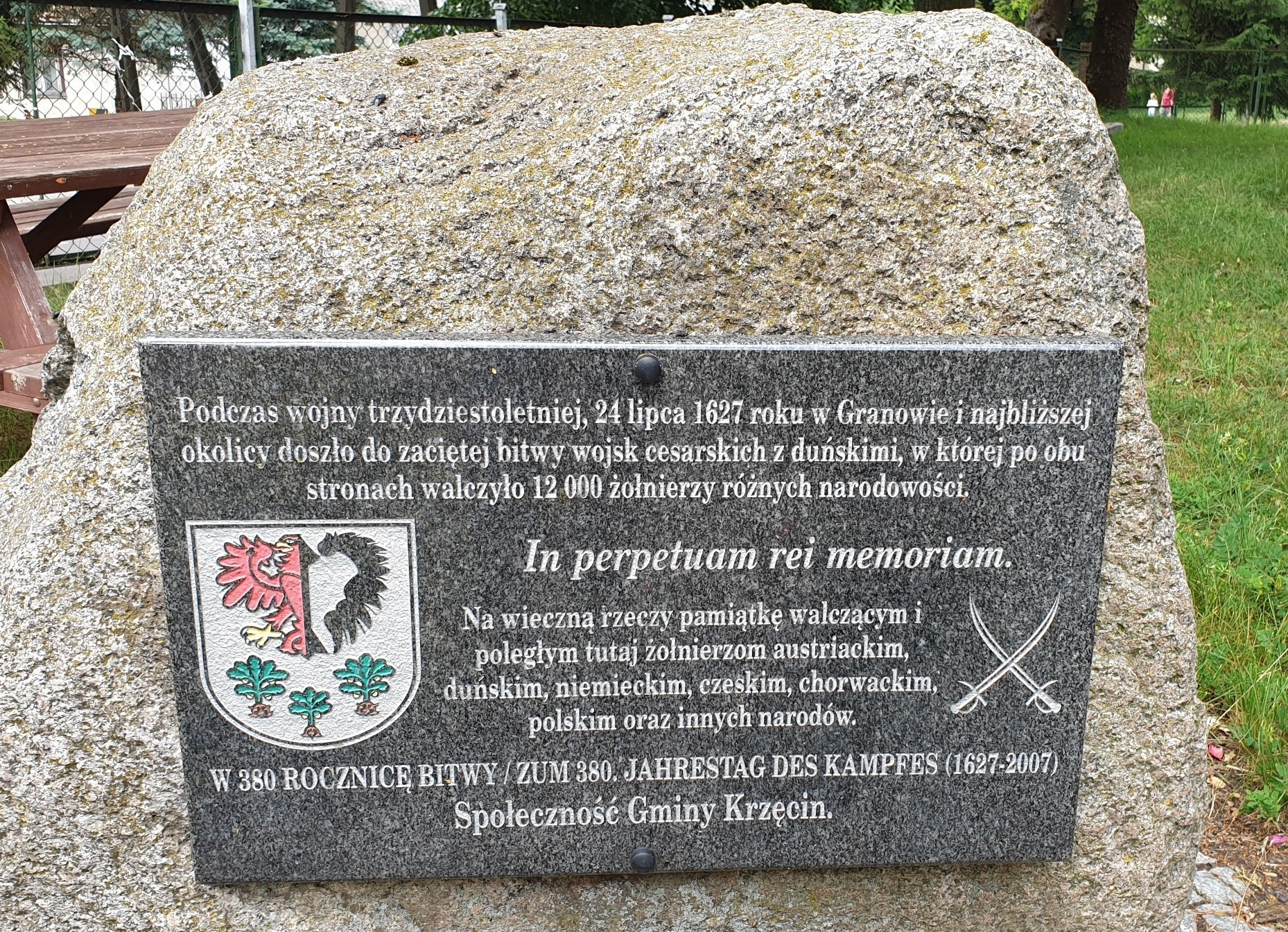
Tablica pamiątkowa upamiętniająca bitwę w Granowie i potyczkę w Barnimie

Zaprezentowano także widowisko „Zapomniani bohaterowie”, które zostało przygotowane przez nauczycieli i uczniów ZS nr 1 w Choszcznie. W epilogu widowiska wybrzmiały słowa:

O tej potyczce i bitwie krwawej, jeszcze nasze dzieci
Bedą opowiadać, pisać, wnukom dadzą księgi
By o weteranach, słyszał kraj daleki
By nie zapomnieli o nich, nasi następcy na wieki
Będą pokarmem legend i baśni
Pomnikiem chwały i ludzkiej waśni
Zatopionym w cierpieniu i polnych wrzosach
Symbolem śmierci w okrutnych czasach

Pierwszy dzień obchodów zakończył apel poległych i salwa honorowa kompanii honorowej pododdziału z Choszczna 12 Brygady Zmechanizowanej. W drugim dniu obchodów odbył się pokaz musztry i ćwiczeń żołnierskich oraz zaprezentowano rekonstrukcję bitwy, w której uczestniczyła prawie stuosobowa grupa z Czech pod dowództwem Ilji Freiberga i Piotra Duszy. Działania żołnierzy rekonstruktorów spowodowały huk wystrzałów armatnich, strzały z muszkietów, szczęk broni białej, dźwięki trąb bojowych. Żołnierze nosili błyszczące hełmy, byli ubrani w bufiaste kolorowe kaftany, nieśli na ramieniu muszkiety lub włócznie. Mieszkańcy Barnimia podczas rekonstrukcji mogli wyobrazić sobie wydarzenia, które rozegrały się nad rzeką przed wiekami. Efekty pirotechniczne oddawały nastrój sprzed 390 lat. Żołnierze rekonstruktorzy śpiewali pieśni i wznosili okrzyki wojenne, słychać było stukot ciężkich żołnierskich butów. Na zakończenie odbył się koncert Izabeli Trojanowskiej, zespołu Classic oraz belgijskiego wykonawcy Danzela. Wydarzenia te stały się stałym elementem pamięci historycznej w regionie oraz zajmują ważne miejsce w eventach organizowanych przez Gminę Krzęcin.
1 i 3 sierpnia 2022, minęła 395., a w 2027 400. minie rocznica wydarzeń pod Barnimiem, Drawnem i Granowem.